# Skersfjall
Skersfjall är en kulle i republiken Island. Den ligger i regionen Västfjordarna, 180 km nordväst om huvudstaden Reykjavík. Toppen på Skersfjall är 291 meter över havet, eller 95 meter över den omgivande terrängen. Bredden vid basen är 2,7 km.
Trakten runt Skersfjall är nära nog obefolkad, med mindre än två invånare per kvadratkilometer. Närmaste större samhälle är Patreksfjörður, nära Skersfjall. Trakten runt Skersfjall består i huvudsak av gräsmarker.